# 더 러브스 오브 파라오
더 러브스 오브 파라오(Das Weib des Pharao, The Loves of Pharaoh)는 독일에서 제작된 에른스트 루비치 감독의 1922년 드라마, 서사 영화이다. 에밀 야닝스 등이 주연으로 출연하였다.

## 출연

### 주연
- 에밀 야닝스

### 조연
- 앨버트 바서먼
- 파울 베게너
- 마디 크리스찬즈
- 엘사 와그너